# Commissario europeo dell'Ungheria
Il commissario europeo dell'Ungheria è un membro della Commissione europea proposto al Presidente della Commissione dal Governo dell'Ungheria.
L'Ungheria ha diritto ad un commissario europeo dal 1º maggio 2004, data della sua adesione all'Unione europea.

## Lista dei commissari europei dell'Ungheria
| Commissario      | Competenza                                 | Commissione      | Periodo        | Partito                  |
| ---------------- | ------------------------------------------ | ---------------- | -------------- | ------------------------ |
| Olivér Várhelyi  | Salute e benessere animale                 | von der Leyen II | 2024-in carica | Indipendente area Fidesz |
| Olivér Várhelyi  | Vicinato e allargamento                    | von der Leyen I  | 2019-2024      | Indipendente area Fidesz |
| Tibor Navracsics | Educazione, cultura, gioventù e sport      | Juncker          | 2014-2019      | Fidesz                   |
| László Andor     | Occupazione, affari sociali e integrazione | Barroso II       | 2010-2014      | MSZP                     |
| László Kovács    | Fiscalità e unione doganale                | Barroso I        | 2004-2010      | MSZP                     |
| Péter Balázs     | Politica regionale                         | Prodi            | 2004           | nessuno                  |